# Gérard Saillant
Gérard Saillant (Montluçon - 9 de março de 1945) , é um professor, cirurgião ortopédico e traumatológico francês. Hoje é presidente do Brain and Spine Institute (ICM).

## Carreira
Formou na Faculdade de Medicina de Paris de 1973 a 1977, chefe de clínica dos Hospitais de Paris. Foi chefe do departamento de cirurgia ortopédica e traumatológica, cirurgião do CHU de la Pitié-Salpêtrière, envolvido na política e no esporte profissional, onde trabalhou por 30 anos entre sua nomeação como professor em 1976 até sua renúncia em 2006, presidente do conselho científico da Caisse nationale de solidariedade pela autonomia e ex-presidente-delegado do Instituto FIA, órgão da Federação Internacional de Automobilismo. Professor Saillant é[carece de fontes?]  , da Sorbonne Université.
Também é presidente e membro fundador do Brain and Spine Institute (BCI). O Brain and Spine Institute é um centro de pesquisa internacional, que abriu suas portas em 24 de setembro de 2010, e que permite que 600 pesquisadores, engenheiros e técnicos realizem seus trabalhos de pesquisa sobre doenças cerebrais (Alzheimer, Parkinson, autismo, epilepsia , etc) e medula espinhal (paraplegia, quadriplegia , etc ). O Brain and Spinal Cord Institute é uma fundação de utilidade pública reconhecida.
É especialista em medicina esportiva. Ele foi conselheiro do Ministro dos Esportes da França e da Federação Francesa de Automobilismo, e foi o médico oficial da equipe olímpica francesa nas Olimpíadas de 1984, 1988 e 1992. Sua vasta experiência em medicina esportiva o levou a operar atletas de renome internacional como, entre os mais conhecidos, o piloto alemão de fórmula 1 Michael Schumacher, o futebolista brasileiro Ronaldo, ou o jogador de rugby neozelandês Dan Carter. Em agradecimento, Ronaldo chegou a dedicar dois gols a ele durante a Copa do Mundo de 2002. Após sua lesão, que ocorreu em 13 de fevereiro de 2008, este último teve o joelho operado pelo professor Saillant pela terceira vez. A operação de Dan Carter dizia respeito a uma ruptura parcial do tendão de Aquiles contraída sob as cores da USAP durante a partida contra o Stade Français em 31 de janeiro de 2009.
Em 2007 , ele concorda em colaborar com o cirurgião Éric Rolland que é então nomeado novo diretor médico do PSG. Ele é co-patrocinador do Voiles de St-Barth 2014.
Faz parte da turma de 2022 de pessoas que obtiveram o título de Glória do esporte.

## Publicações
- Rodineau, Jacques; Saillant, Gérard (2005). Arthroscopie thérapeutique en traumatologie du sport (em francês). [S.l.]: Masson. ISBN 2-294-06502-6
- Rodineau, Jacques; Saillant, Gérard (2003). La lésion ligamentaire périphérique récente (em francês). [S.l.]: Masson. ISBN 2-294-01567-3
- Rodineau, Jacques; Saillant, Gérard (2001). Actualités des tendinopathies et bursopathies des membres inférieurs (em francês). [S.l.]: Masson. ISBN 2-294-00868-5
- Saillant, Gérard; Bénazet, J.-P. (1998). Le polytraumatisé le polyfracturé (em francês). [S.l.]: Masson. ISBN 2-84023-168-9
- Rodineau, Jacques; Saillant, Gérard (1997). Pathologie traumatique du membre supérieur chez le sportif (em francês). [S.l.]: Masson. ISBN 2-225-83104-1